# La Part-Dieu

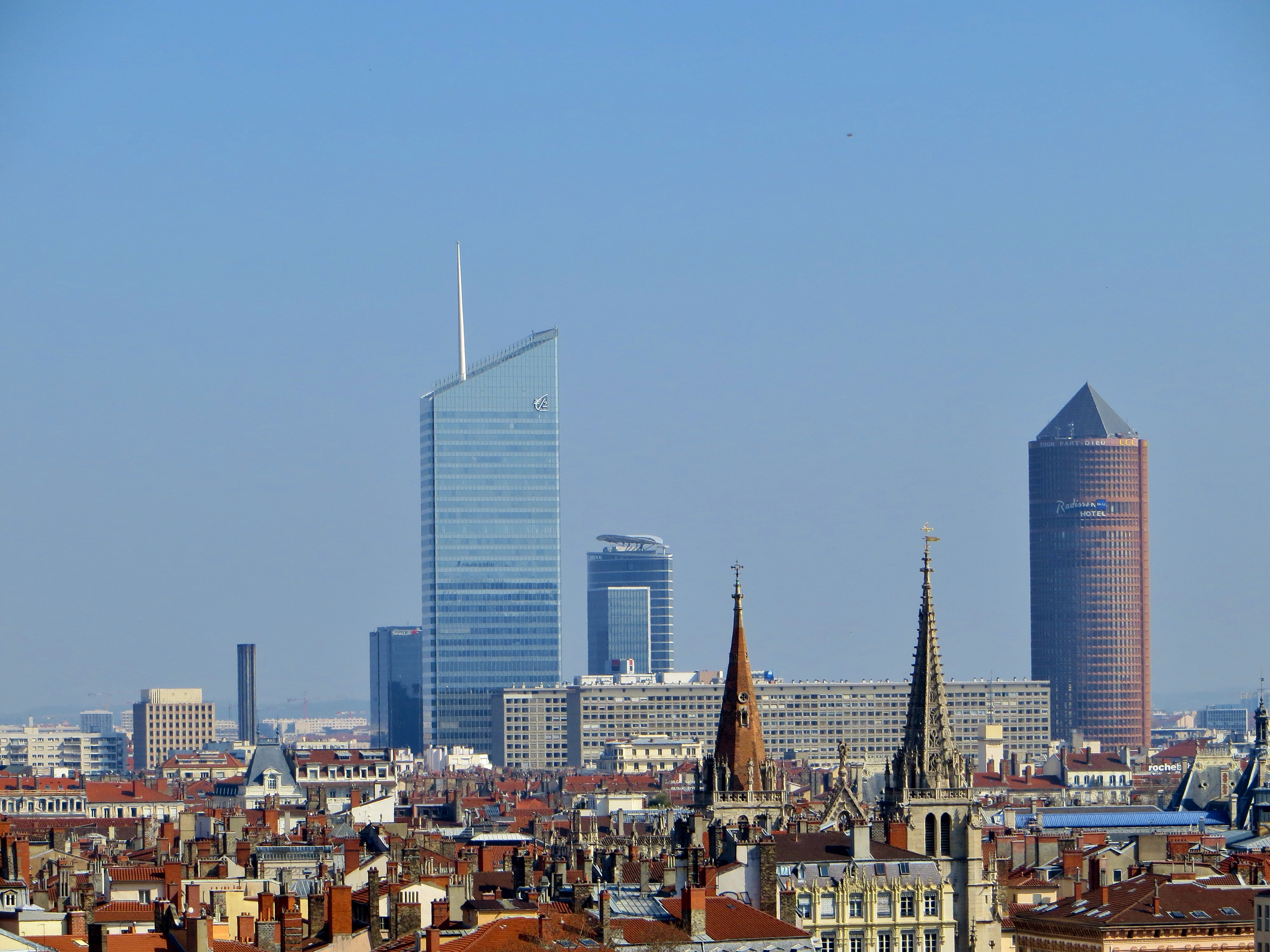
La Part Dieu

Il quartiere di La Part-Dieu si trova nel 3º arrondissement di Lione e viene considerato il secondo più importante quartiere di Lione. Si tratta del secondo più grande distretto commerciale francese, dopo quello de La Défense a Parigi, con 1.600.000 m² di aree destinate al terziario e 50.000 posti di lavoro.
Situato sulla riva sinistra del Rodano, questo quartiere si estende tra il centro commerciale La Part Dieu e la stazione ferroviaria Part-Dieu. È delimitato a ovest da rue Garibaldi, a sud da rue Paul Bert, a est da Rue de la Villette e a nord da cours La Fayette. Queste quattro strade formano un quadrato di circa 750 metri di lato.

## Formazione scolastica
La Part-Dieu ospita diversi istituti di istruzione superiore, in particolare le business school ISG e MBway, nonché le scuole di ingegneria IPSA (aeronautica e aerospaziale) e Sup'Biotech (biotecnologie).